# Montejo de Arévalo (kommunhuvudort)
Montejo de Arévalo är en kommunhuvudort i Spanien.   Den ligger i provinsen Provincia de Segovia och regionen Kastilien och Leon, i den centrala delen av landet, 110 km nordväst om huvudstaden Madrid. Montejo de Arévalo ligger 803 meter över havet och antalet invånare är 258.
Terrängen runt Montejo de Arévalo är platt. Runt Montejo de Arévalo är det glesbefolkat, med 9 invånare per kvadratkilometer. Närmaste större samhälle är Arévalo, 9,8 km sydväst om Montejo de Arévalo. Trakten runt Montejo de Arévalo består till största delen av jordbruksmark.